# Торговая площадь (Вологда)
Торго́вая пло́щадь (бывшая Каза́нская пло́щадь) — площадь в историческом центре Вологды. Расположена между проспектом Победы и улицей Сергея Орлова. На площади находятся Казанская и Покровская церкви, а также магазины бывших торговых рядов.

## История
Изначально площадь называлась Казанской. 16 октября 1918 года была переименована в площадь Борьбы со спекуляцией. Позже площадь стала называться Торговой.